# حارة البير الجديد (صنعاء)
البير الجديد هي إحدى حارات حي بني حوات (صنعاء) بمدينة الروضة شمال العاصمة اليمنية "صنعاء"، بلغ تعداد سكانها 1707 نسمة حسب تعداد اليمن لعام 2004.